# Miyuki-chan im Wunderland
Miyuki-chan im Wunderland (jap. 不思議の国の美幸ちゃん, Fushigi no Kuni no Miyuki-chan) ist ein Manga des japanischen Zeichnerteams CLAMP.

## Handlung
In diesem Manga tragen ausschließlich weibliche Charaktere die Handlung, die an Alice im Wunderland angelehnt ist. Die junge Oberschülerin Miyuki wird auf mysteriöse Weise immer wieder von seltsamen Welten verschluckt. So, als sie verspätet zur Schule rennt und von einer Skaterin angefahren wird, nur um nach ihrem Aufenthalt im Wunderland wieder verschlafen zuhause zu erwachen. In den Welten muss sie verschiedene Aufgaben lösen, um wieder zurückzukehren, wobei sie von den weiblichen Wesen davon abhalten und bedrängt wird oder diese direkt versuchen, sie auszuziehen. Keine Geschichte wird dabei wirklich abgeschlossen, ehe Miyuki zurückkehrt.

## Veröffentlichungen
Der Manga ist in einzelne Geschichten aufgeteilt, die jeweils über etwa neun Seiten angelegt sind. Zusätzliche Farbseiten mit Hintergründen zur Entstehung von diesem Manga sowie Charakterblätter vervollständigen den Band. Dabei lassen es sich CLAMP nicht nehmen, ihre eigenen Kommentare in einem kleinen Kurz-Manga (Omake) zu erwähnen. Zeichnerin der Serie war Mokona.
Der Manga erschien in Japan zunächst von März 1993 bis Juni 1995 als Serie im Magazin Newtype. Danach wurden die Kapitel vom Verlag Kadokawa Shoten gesammelt in einem Band veröffentlicht. Auf Deutsch erschien er 2002 beim Carlsen Verlag in einer Übersetzung von Antje Bockel. Eine englische Fassung wurde von Tokyopop und später erneut von Viz Media herausgegeben, eine französische von Editions Tonkam, eine portugiesische von JBC und eine chinesische von Taiwan Tohan. Auf Spanisch erschien der Manga bei Editorial Ivréa und Grupo Editorial Vid, auf Italienisch bei J-Pop und bei Planet Manga.

## Anime
Der Manga diente auch als Grundlage für einen zweiteiligen Anime, der 1995 als Original Video Animation erschien. Bei der Produktion von Animate Film und  Madhouse führten Kiyoko Sayama und Mamoru Hamatsu Regie. Das Drehbuch der beiden je 30 Minuten langen Folgen schrieb Nanase Ohkawa. Diese erzählen eine ausführlichere Variante von Episoden aus dem Manga, in denen Miyuki in ein Wunderland gezogen wird, das jedoch nur von Frauen bevölkert wird, die alle in sie verliebt zu sein scheinen. Die künstlerische Leitung lag bei Katsushi Aoki, für das Charakterdesign war Tetsurō Aoki verantwortlich und für die Kameraführung Hiroshi Isakawa. Tonregie führte Yasunori Honda und die Musik komponierte Toshiyuki Honda. Das Abspannlied ist Iya yo! von Miyuki. Als Produzenten waren Kazuhiko Ikeguchi und Yumiko Masujima verantwortlich.
In Japan erschien der Anime am 21. Juni 1995 bei Sony Music Entertainment. Dort erschien ebenfalls im April zuvor ein Musikalbum mit Liedern zum Manga auf CD. Eine englische Fassung erschien bei ADV Films.

## Synchronisation
| Rolle         | japanischer Sprecher (Seiyū) |
| ------------- | ---------------------------- |
| Miyuki-chan   | Mariko Kōda                  |
| Cheshire Cat  | Ai Orikasa                   |
| Hatter        | Emi Shinohara                |
| Door          | Hekiru Shiina                |
| Queen         | Kikuko Inoue                 |
| Humpty Dumpty | Masako Katsuki               |
| To Li         | Megumi Ogata                 |
| Sumire        | Rica Matsumoto               |
| Yuri          | Sakura Tange                 |
| Cho Li        | Yūko Nagashima               |

## Rezeption
Für Mason Templar ist die Serie das sowohl im Umfang als auch Substanz geringste Werk Clamps. Die Kapitel seien kurz, repetitiv und oberflächlich. Wenn überhaupt lohne sich der Band als Artbook von Mokonas Zeichnungen. Die deutsche Zeitschrift AnimaniA schreibt von schönen Zeichnungen, aber unzusammenhängender Story, die keinen Spannungsbogen mehr erkennen lasse. Die wohl nur aus Kommerz produzierte Serie sei nur als Verballhornung der Vorlage von Lewis Carroll zu bezeichnen. Positiv seien die teils farbigen Zusatzseiten, die dem Band etwas mehr den Inhalt eines Artbooks geben. Auch die MangasZene nennt Miyuki-chan „zeichnerisch äußerst hübsch“, „detailfreudig mit intensivem Einsatz von Rasterfolie“. Die Kapitel seien „aber storymäßig dämlicher als ein Toastbrot“. Dennoch werde immerhin „kein schmieriges, spätpubertäres Hentai-Theater, sondern eine unterhaltsame, surreale Parodie mit erotischem Touch“ geboten. Auch die Ausstattung mit Zusatzmaterial wird gelobt.
Laut Anime Encyclopedia sind die kurzen Geschichten auch in der Verfilmung unnötig erotisiert und ohne jeden Sinn. Die eine Idee von hinter dem Anime scheitere kläglich daran, dass sie außer gutaussehenden Designs nichts hervorzubringen im Stande ist.